# Apiogaster conradti
Apiogaster conradti là một loài bọ cánh cứng trong họ Cerambycidae.